# Fußball-Bundesliga 2006/07 (Frauen)
Die Fußball-Bundesliga 2006/2007 war die 17. Spielzeit der Frauen-Bundesliga. Zum sechsten Mal sicherte sich der 1. FFC Frankfurt die deutsche Meisterschaft.

## Saisonverlauf
Der FCR 2001 Duisburg, der 1. FFC Frankfurt und der 1. FFC Turbine Potsdam galten vor der Saison als Favoriten auf den Meistertitel. Doch bereits am dritten Spieltag zeichnete sich ab, dass die Frankfurterinnen am Ende die Nase vorne haben würden. Die Duisburger Mannschaft unterlag den Hessinnen zu Hause mit 1:6, der Titelverteidiger aus Potsdam verlor zwei der ersten drei Spiele. Am Ende der Hinrunde führten die Frankfurterinnen die Tabelle mit einem Punkt Vorsprung auf Duisburg an, Potsdam lag mit zwölf Punkten Rückstand auf die Tabellenspitze abgeschlagen auf Platz 5. Überraschender Dritter war die Mannschaft der SG Essen-Schönebeck. In der Rückrunde fiel die Vorentscheidung im Kampf um die Meisterschaft am 14. Spieltag als Frankfurt den Verfolger aus Duisburg im heimischen Stadion am Brentanobad klar und deutlich mit 3:0 besiegte. Am drittletzten Spieltag unterlag Verfolger Duisburg zu Hause mit 1:0 gegen Potsdam. Eine Woche später machte Frankfurt durch einen 9:0-Sieg in Bad Neuenahr die Meisterschaft perfekt.
Der 1. FFC Frankfurt wurde am Ende mit neun Punkten Vorsprung ungeschlagen Meister. Duisburg erlebte eine turbulente Saison. Im Herbst machte der Verein durch die Suspendierung von Inka Grings Schlagzeilen. Grings hatte den damaligen Trainer Dietmar Herhaus öffentlich kritisiert und mit einem Wechsel gedroht. Kurze Zeit nach der Suspendierung trat Herhaus zurück. Nach einer Aussprache wurde Grings begnadigt. Neben Grings spielten sich besonders Fatmire Bajramaj und Simone Laudehr in den Vordergrund. Potsdam konnte sich nach einer völlig verkorksten Hinrunde noch den dritten Platz sichern. Trainer Bernd Schröder setzte, nachdem Conny Pohlers und Navina Omilade ihre Wechsel zur kommenden Saison angekündigt hatten, auf junge Spielerinnen. Mit Erfolg: Die Mannschaft blieb in den letzten 15 Saisonspielen ohne Niederlage. Eine große Überraschung gelang Bayern München. Trainerin Sissy Raith führte ihre junge Mannschaft auf den vierten Platz. Gegen die Spitzenmannschaften gab es für die Bayern aber nichts zu holen. Fünfter wurde der durch eine Verletztenmisere gebeutelte SC 07 Bad Neuenahr. Nach dem Schienbeinbruch von Nationalspielerin Célia Okoyino da Mbabi lief nicht mehr viel zusammen und man war froh, als die Saison endlich vorbei war. Die Essenerinnen ließen in der Rückrunde, ebenfalls bedingt durch viele Verletzungen, erheblich nach und belegten am Ende den sechsten Tabellenplatz. Linda Bresonik spielte dabei eine überragende Saison und kehrte in die Nationalmannschaft zurück.
Der Aufsteiger TSV Crailsheim beendete die Saison nach starken Leistungen überraschend auf Platz 7. Den Hohenloherinnen gelang unter anderem ein Punktgewinn gegen Duisburg. Der ambitionierte Mitaufsteiger VfL Wolfsburg konnte die hohen Erwartungen nur selten erfüllen und landete auf dem achten Platz. Auf den Plätzen neun und zehn fanden sich der Hamburger SV und der SC Freiburg wieder. Beim HSV wollte man sich eigentlich in der oberen Tabellenhälfte etablieren. Zu viele vergebene Punkte brachten die Mannschaft jedoch in Abstiegsgefahr. Auch Freiburg musste lange zittern, ehe sich die Mannschaft durch einen 4:0-Sieg gegen Rheine Luft verschaffen konnte. Absteigen mussten die Traditionsvereine FFC Heike Rheine und der FFC Brauweiler Pulheim, der in der gesamten Saison keinen einzigen Punkt holte und damit einen neuen Negativrekord in der eingleisigen Bundesliga aufstellte. Beide Vereine hatten die niedrigsten Etats der Liga. Abseits der Plätze konnte sich die Bundesliga über eine verstärkte TV-Präsenz freuen. ARD und ZDF zeigten in ihren Sportsendungen Berichte über die Spitzenpartien.

## Abschlusstabelle
| Pl. | Verein                       | Sp. | S  | U | N  | Tore    | Diff. | Punkte |
| --- | ---------------------------- | --- | -- | - | -- | ------- | ----- | ------ |
| 1.  | 1. FFC Frankfurt             | 22  | 19 | 3 | 0  | 091:170 | +74   | 60     |
| 2.  | FCR 2001 Duisburg            | 22  | 16 | 3 | 3  | 076:250 | +51   | 51     |
| 3.  | 1. FFC Turbine Potsdam (M/P) | 22  | 13 | 5 | 4  | 051:230 | +28   | 44     |
| 4.  | Bayern München               | 22  | 12 | 2 | 8  | 035:290 | +6    | 38     |
| 5.  | SC 07 Bad Neuenahr           | 22  | 10 | 3 | 9  | 045:450 | ±0    | 33     |
| 6.  | SG Essen-Schönebeck          | 22  | 10 | 2 | 10 | 055:420 | +13   | 32     |
| 7.  | TSV Crailsheim (N)           | 22  | 9  | 3 | 10 | 033:370 | −4    | 30     |
| 8.  | VfL Wolfsburg (N)            | 22  | 8  | 3 | 11 | 020:490 | −29   | 27     |
| 9.  | Hamburger SV                 | 22  | 7  | 5 | 10 | 034:340 | ±0    | 26     |
| 10. | SC Freiburg                  | 22  | 8  | 1 | 13 | 036:570 | −21   | 25     |
| 11. | FFC Heike Rheine             | 22  | 4  | 2 | 16 | 024:570 | −33   | 14     |
| 12. | FFC Brauweiler Pulheim       | 22  | 0  | 0 | 22 | 015:100 | −85   | 0      |

| (M) | Titelverteidiger                         |
| (P) | Pokalsieger 2005/06                      |
| (N) | Aufsteiger aus der 2. Bundesliga 2005/06 |

## Kreuztabelle
Die Kreuztabelle stellt die Ergebnisse aller Spiele dieser Saison dar. Die Heimmannschaft ist in der linken Spalte aufgelistet und die Gastmannschaft in der obersten Reihe.
| 2006/07 | 2006/07                | 1. FFC Frankfurt | FCR 2001 Duisburg | 1. FFC Turbine Potsdam | Bayern München | SC 07 Bad Neuenahr | SG Essen-Schönebeck | TSV Crailsheim | VfL Wolfsburg | Hamburger SV | SC Freiburg | FFC Heike Rheine | FFC Brauweiler Pulheim |
| 1.      | 1. FFC Frankfurt       | –                | 3:0               | 1:1                    | 2:1            | 2:1                | 2:1                 | 4:1            | 5:1           | 2:1          | 4:0         | 0:0              | 7:0                    |
| 2.      | FCR 2001 Duisburg      | 1:6              | –                 | 0:1                    | 3:0            | 1:0                | 4:2                 | 2:0            | 7:0           | 2:2          | 6:2         | 4:0              | 12:0                   |
| 3.      | 1. FFC Turbine Potsdam | 1:2              | 0:3               | –                      | 1:0            | 2:2                | 3:3                 | 3:1            | 0:1           | 3:0          | 3:0         | 0:0              | 6:0                    |
| 4.      | Bayern München         | 2:5              | 0:3               | 1:1                    | –              | 2:0                | 3:1                 | 1:2            | 3:1           | 4:1          | 2:0         | 2:1              | 2:1                    |
| 5.      | SC 07 Bad Neuenahr     | 0:9              | 1:3               | 2:5                    | 1:1            | –                  | 6:0                 | 2:2            | 1:3           | 3:2          | 1:3         | 3:0              | 6:1                    |
| 6.      | SG Essen-Schönebeck    | 2:3              | 2:4               | 3:2                    | 3:0            | 1:2                | –                   | 0:2            | 2:1           | 4:1          | 1:4         | 9:1              | 5:0                    |
| 7.      | TSV Crailsheim         | 0:4              | 2:2               | 0:4                    | 1:2            | 1:2                | 0:3                 | –              | 3:0           | 0:1          | 3:1         | 3:2              | 3:0                    |
| 8.      | VfL Wolfsburg          | 0:7              | 1:3               | 0:2                    | 1:0            | 2:0                | 0:4                 | 0:0            | –             | 2:1          | 0:0         | 0:4              | 2:0                    |
| 9.      | Hamburger SV           | 2:2              | 2:2               | 1:3                    | 0:2            | 0:1                | 0:0                 | 1:0            | 0:0           | –            | 3:1         | 4:0              | 3:0                    |
| 10.     | SC Freiburg            | 1:9              | 0:3               | 2:4                    | 0:3            | 2:6                | 2:1                 | 0:3            | 4:0           | 1:5          | –           | 4:0              | 4:0                    |
| 11.     | FFC Heike Rheine       | 1:4              | 0:3               | 0:4                    | 0:2            | 1:2                | 1:2                 | 2:3            | 0:1           | 2:1          | 0:3         | –                | 6:2                    |
| 12.     | FFC Brauweiler Pulheim | 0:8              | 1:8               | 1:2                    | 1:2            | 2:3                | 1:6                 | 1:3            | 3:4           | 0:3          | 0:2         | 1:3              | –                      |

Die Partie SC 07 Bad Neuenahr-VfL Wolfsburg (2:1) wurde vom DFB-Sportgericht annulliert und neu angesetzt. Bad Neuenahr hatte den Namen der zweifachen Torschützin Lydia Neumann nicht auf dem Spielbericht eingetragen.

## Statistiken
Insgesamt fielen 515 Tore, was einem Schnitt von 3,9 Toren pro Spiel entspricht. Gegenüber dem Vorjahr ist die Zahl der erzielten Tore um 108 zurückgegangen. Torschützenkönigin wurde zum vierten Mal Birgit Prinz mit 28 Toren. Inka Grings erzielte beim 12:0-Heimsieg ihres FCR 2001 Duisburg gegen den FFC Brauweiler Pulheim alleine sechs Tore.

### Torschützenliste

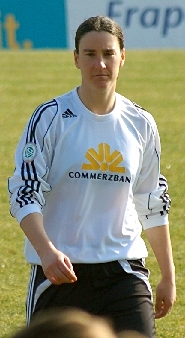
Torschützenkönigin Birgit Prinz

|     | Spielerin          | Verein              | Tore |
| --- | ------------------ | ------------------- | ---- |
| 1.  | Birgit Prinz       | 1. FFC Frankfurt    | 28   |
| 2.  | Inka Grings        | FCR 2001 Duisburg   | 22   |
| 3.  | Kerstin Garefrekes | 1. FFC Frankfurt    | 21   |
| 4.  | Charline Hartmann  | SG Essen-Schönebeck | 18   |
| 4.  | Simone Laudehr     | FCR 2001 Duisburg   | 18   |
| 6.  | Petra Wimbersky    | 1. FFC Frankfurt    | 17   |
| 7.  | Shelley Thompson   | Hamburger SV        | 16   |
| 8.  | Nina Aigner        | Bayern München      | 15   |
| 9.  | Fatmire Bajramaj   | FCR 2001 Duisburg   | 14   |
| 10. | Lydia Neumann      | SC 07 Bad Neuenahr  | 13   |

### Zuschauer
| Platz | Verein                 | 2006/07 | 2006/07 | 2006/07 | 2006/07 | 2006/07 | 2005/06    | 2005/06    |
| Platz | Verein                 | Spiele  | Schnitt | Max     | Min     | Summe   | Schnitt    | ±          |
| ----- | ---------------------- | ------- | ------- | ------- | ------- | ------- | ---------- | ---------- |
| 1.    | 1. FFC Frankfurt       | 11      | 1.286   | 2.130   | 530     | 14.146  | 925        | +361       |
| 2.    | SG Essen-Schönebeck    | 11      | 1.198   | 2.133   | 570     | 13.178  | 804        | +394       |
| 3.    | 1. FFC Turbine Potsdam | 11      | 1.135   | 1.753   | 730     | 12.485  | 1.227      | −92        |
| 4.    | FCR 2001 Duisburg      | 11      | 922     | 1.910   | 550     | 10.142  | 980        | −58        |
| 5.    | FC Bayern München      | 11      | 680     | 4.256   | 120     | 7.480   | 305        | +375       |
| 6.    | FFC Heike Rheine       | 11      | 636     | 1.582   | 200     | 6.996   | 555        | +81        |
| 7.    | SC 07 Bad Neuenahr     | 11      | 627     | 1.290   | 300     | 6.897   | 531        | +96        |
| 8.    | VfL Wolfsburg          | 11      | 606     | 1.281   | 207     | 6.666   | Aufsteiger | Aufsteiger |
| 9.    | SC Freiburg            | 11      | 595     | 1.600   | 220     | 6.545   | 447        | +148       |
| 10.   | Hamburger SV           | 11      | 500     | 920     | 220     | 5.500   | 417        | +83        |
| 11.   | TSV Crailsheim         | 11      | 443     | 920     | 248     | 4.873   | Aufsteiger | Aufsteiger |
| 12.   | FFC Brauweiler Pulheim | 11      | 153     | 320     | 80      | 1.683   | 241        | −88        |

Der Zuschauerrekord aus der Vorsaison konnte noch einmal deutlich verbessert werden. 96.624 Zuschauer wollten die 132 Partien sehen. Der Schnitt lag bei 732, was einer Steigerung von ca. 25 Prozent entspricht. Die Partie zwischen Bayern München und dem 1. FFC Frankfurt sahen 4256 Zuschauer. Die Partie wurde im Ernst-Lehner-Stadion in Augsburg ausgetragen. Es war die drittbestbesuchte Begegnung in der Ligageschichte. Zum ersten Mal konnten vier Vereine mehr als 10.000 Zuschauer in einer Saison begrüßen. Zudem konnten drei Vereine einen vierstelligen Zuschauerschnitt vorweisen. Insgesamt 32 Spiele wurden von mehr als 1000 Zuschauern gesehen. Viermal lag die Zuschauerzahl über 2.000. Beides sind ebenfalls neue Rekordmarken.
Die Bayern hatten mit 123 % erneut den höchsten Zuschauerzuwachs. Dabei ist allerdings zu berücksichtigen, dass der Zuschauerschnitt in den restlichen zehn Partien neben dem angesprochenen Spiel gegen den 1. FFC Frankfurt lediglich bei 322 lag und damit nur fünf Prozent über dem Vorjahreswert. Auch Essen (+ 49 %), Frankfurt (+ 39 %) und die Freiburgerinnen (+ 33 %), die zu dieser Saison ins Freiburger Weststadion umgezogen waren, konnten hohe Zuwächse verzeichnen. Die größten Verluste musste Brauweiler mit minus 37 % verbuchen.

### Meistermannschaft
| 1. FFC Frankfurt | |
|                  | Tor: Ursula Holl, Nicole Janischewski, Silke Rottenberg Abwehr: Judith Affeld, Anne Engel, Sarah Günther, Jasmin Jannermann, Steffi Jones, Nia Künzer, Anna Marciak, Tina Wunderlich, Christina Zerbe Mittelfeld: Saskia Bartusiak, Kerstin Garefrekes, Louise Hansen, Katrin Kliehm, Renate Lingor, Karolin Thomas, Meike Weber, Pia Wunderlich Sturm: Susanne Hartel, Birgit Prinz, Sandra Smisek, Petra Wimbersky Trainer: Hans-Jürgen Tritschoks |

## Wichtige Transfers
| Name             | Alter Verein           | Neuer Verein           |
| ---------------- | ---------------------- | ---------------------- |
| Sandra Albertz   | 1. FFC Frankfurt       | SC 07 Bad Neuenahr     |
| Linda Bresonik   | SC 07 Bad Neuenahr     | SG Essen-Schönebeck    |
| Cristiane        | 1. FFC Turbine Potsdam | VfL Wolfsburg          |
| Sonja Fuss       | FFC Brauweiler Pulheim | FCR 2001 Duisburg      |
| Viola Odebrecht  | College in den USA     | FCR 2001 Duisburg      |
| Silke Rottenberg | FCR 2001 Duisburg      | 1. FFC Frankfurt       |
| Essi Sainio      | HJK Helsinki           | 1. FFC Turbine Potsdam |
| Pavlína Ščasná   | Bayern München         | KIF Örebro             |
| Karolin Thomas   | 1. FFC Turbine Potsdam | 1. FFC Frankfurt       |
| Shelley Thompson | FCR 2001 Duisburg      | Hamburger SV           |
| Petra Wimbersky  | 1. FFC Turbine Potsdam | 1. FFC Frankfurt       |